# Un piedipiatti a Beverly Hills - Axel F
Un piedipiatti a Beverly Hills - Axel F (Beverly Hills Cop: Axel F), è un film del 2024 diretto da Mark Molloy, al suo debutto alla regia.
È il sequel di Beverly Hills Cop III - Un piedipiatti a Beverly Hills III del 1994 e quarto film della celebre saga di Beverly Hills Cop.

## Trama
Dopo la scomparsa misteriosa di Billy Rosewood, il tenente del Dipartimento di polizia di Detroit, Axel Foley, torna a Beverly Hills per indagare sulla corruzione all'interno del Dipartimento di polizia, con sua figlia, Jane, e l'ex-fidanzato di quest'ultima, Bobby Abbott.

## Produzione
Un quarto capitolo della serie fu inizialmente annunciato a metà degli anni '90, sotto la produzione della società di produzione di Eddie Murphy, la Eddie Murphy Productions, ma non si seppe più niente. Il film è stato ri-annunciato nel 2006, quando il produttore Jerry Bruckheimer ha annunciato la sua intenzione di resuscitare la saga, anche se alla fine ha rinunciato alla sua opzione di produrre il film, mettendo al suo posto Lorenzo di Bonaventura.
Nel settembre 2006 una sceneggiatura è stata presentata a Murphy, che ha riferito essere "molto soddisfatto" della bozza, descritta come un tentativo di riconquistare la "sensazione dell'originale". Murphy ha ammesso che una delle sue motivazioni per realizzare un quarto film di Beverly Hills Cop era quella di compensare il fatto che il terzo film era "orribile" e "lui non volevo lasciare la saga così".
Nel maggio 2008, il regista di Rush Hour - Due mine vaganti, Brett Ratner, è stato ufficialmente nominato regista, promettendo che il film sarebbe tornato con la classificazione "R" standard della serie. Nel luglio 2008, Michael Brandt e Derek Haas sono stati assunti come sceneggiatori per migliorare la sceneggiatura con il titolo provvisorio Beverly Hills Cop 2009, che vedrebbe Foley tornare a Beverly Hills per indagare sul caso omicidio del suo amico Billy Rosewood. La sceneggiatura alla fine fu rifiutata, lasciando Ratner a lavorare su una nuova idea. Il 13 settembre 2013, Jerry Bruckheimer ha dichiarato di essere di nuovo in trattative per produrre. Il 2 maggio 2014, Deadline ha annunciato che Josh Appelbaum e Andre Nemec avrebbero scritto la sceneggiatura.
L'uscita del film era originariamente prevista per il 25 marzo 2016, ma il 6 maggio 2015 la Paramount Pictures ha ritirato Beverly Hills Cop IV dal suo programma di uscita, a causa di problemi con la sceneggiatura. Il 14 giugno 2016, Deadline ha riferito che Adil El Arbi e Bilall Fallah, registi del dramma belga Black - L'amore ai tempi dell'odio, avrebbero diretto il film. 
Nel settembre 2017, Arbi e Fallah hanno dichiarato il loro interesse a scegliere Tom Hardy o Channing Tatum per recitare accanto a Murphy.
Nell'agosto 2019, il film è stato descritto come ancora in fase di sviluppo. Il 1° ottobre 2019, in un'intervista con Collider, Murphy ha annunciato che le riprese principali sarebbero iniziate dopo le riprese di Il principe cerca figlio. Il 14 novembre 2019, Deadline ha annunciato che la Paramount Pictures ha stipulato un accordo con Netflix per sviluppare il film. Nel maggio 2020, dopo i ritardi nell'attività cinematografica causati dalla pandemia COVID-19, Arbi e Fallah hanno confermato di essere ancora legati come co-registi e che un nuovo sceneggiatore stava lavorando a una nuova sceneggiatura per il film.
Nell'aprile 2022, Arbi e Fallah hanno lasciato il film per concentrarsi su Batgirl (prima della sua cancellazione), con Mark Molloy assunto per sostituirli. Nello stesso articolo, fu annunciato che Will Beall aveva scritto la sceneggiatura. Le riprese sono avvenute a Detroit nel novembre 2022, prima che la produzione terminasse all'inizio del 2023.

## Distribuzione
Il trailer ufficiale è stato pubblicato il 23 maggio 2024. Il film è stato distribuito su Netflix il 3 luglio 2024. 